# Incendie de la gare de Limoges-Bénédictins
Pour un article plus général, voir Gare de Limoges-Bénédictins.
La gare de Limoges-Bénédictins a été victime d'un incendie majeur le 5 février 1998, qui a occasionné la destruction de la toiture de l'édifice.

## Déroulement
Le jeudi 5 février 1998 vers 13 h 20, le dôme principal de la gare est victime d'un incendie, lors de travaux d'entretien, probablement dû à un phénomène de conduction thermique découlant lui-même d'un martelage à chaud du cuivre. Le plancher de sapin qui supporte la couverture en cuivre est rapidement gagné par le feu, et l'incendie se propage.
Les secours arrivent sur place dans les minutes qui suivent, alors que la police et le personnel de la gare ont procédé à l'évacuation du hall et du parvis. Les pompiers accèdent à l'incendie par l'échelle pivotante et par les toits, puis par une trappe qui permet de circuler entre le cuivre et le staff, au niveau du plancher de bois.
Les sapeurs-pompiers font appel à des renforts d'Ambazac, Pierre-Buffière, Saint-Junien, puis devant l'ampleur du sinistre, de Charente et de Corrèze.
Le trafic, très perturbé, n'est pas complètement interrompu ; les convois sont arrêtés sur les quais en dehors du bâtiment. Le courant électrique est coupé dès 13 h 30, rétabli partiellement dans l'après-midi et complètement le lendemain matin. Les trains ont recours à la traction diesel.
Le travail des pompiers est rendu pénible par la situation du feu entre le dôme en cuivre et le plafond, la hauteur, la fumée, le vent et la chaleur. En milieu d'après-midi, le haut du toit s'embrase par appel d'air. Les soldats du feu sont contraints d'employer deux grandes lances supplémentaires et d'arracher les plaques du dôme pour accéder au feu. Les hommes du Groupe de Reconnaissance et d'Intervention en Milieu Périlleux (GRIMP), sollicités, doivent surveiller le gel du toit, et sablent les parties touchées,. Des moyens supplémentaires, des lances notamment, sont mobilisés.
On déplore trois blessés légers dans les équipes de sauvetage, qui parviennent à circonscrire le feu vers 16 h 30, puis à en devenir maîtres à 18 h 30, retardés par la mise à nu et donc l'oxygénation des foyers qu'implique le démantèlement des plaques de cuivre. Le feu est éteint à 21 h 30, mais la surveillance du site se poursuit jusqu'au lendemain concernant le feu. Les intervenants du GRIMP continuent d'agir jusqu'au 9 février, afin de dégager les débris dangereux et d'assurer la sécurité des ouvriers.
Les dégâts sont importants, la facture s'élève à 25-30 millions de francs.
Il sera décidé de reconstruire la coupole à l'identique. Les travaux sont confiés aux compagnons et artisans de la région. Le dôme est ainsi recouvert d'un bouclier en bois, d'un filet de protection, eux-mêmes couverts par une « cloche » d'échafaudages. Des bungalows sont installés place Maison-Dieu pour permettre la vente des billets, jusqu'à la réouverture de la gare le 25 février. Les travaux sont terminés à la fin 1999. Les travaux qui ont résulté de l'incendie sont visibles : la coupole refaite a une teinte beaucoup plus foncée que la coupole d'origine.